# Dor (Bibbia)
Dor è una città menzionata dalla Bibbia, posta sul Mar Mediterraneo, a sud del Monte Carmelo.
Stando al Libro di Giosuè (11.1-14 e 12.23), il re di Dor si alleò con Iabin, re cananeo di Cazor (Hazor), in una battaglia contro Israele e in questa venne ucciso.
Dor era situata ai confini del territorio di Aser, ma venne concessa a Manasse, che vi mantenne gli abitanti cananei (Libro dei Giudici, 1.27).
In Giosuè, 17.11, Dor viene menzionata insieme ad un'altra città, chiamata En-Dor.
Dor è indicata come una delle dodici regioni che provvedevano alla corte del re Salomone per un mese ogni anno.
Nel Racconto di Wenamun, Dor è indicata come "città dei Tkl" (vedi Šekeleš#I Tjeker di Dor).
In età greco-romana, la città era conosciuta come Dora (un neutro plurale).